# Шатле (Бельгия)
Шатле́ — коммуна в Валлонии, расположена в провинции Эно в округе Шарлеруа. Принадлежит Французскому языковому сообществу Бельгии. Площадь коммуны — 27,03 км². Население на 1 июня 2016 года 36 340 человек, из которых 17 551 — мужчины и 18 789 — женщины. Плотность населения — 1 345,43 чел./км² (01.01.2016). Доля иммигрантов — 15,2 % (01.01.2013), безработных — 24,04 % (октябрь 2013 года). Средний годовой доход на душу населения в 2011 году составлял 10 971 евро.
Почтовый код: 6200. Телефонный код: 071.

## Фотогалерея

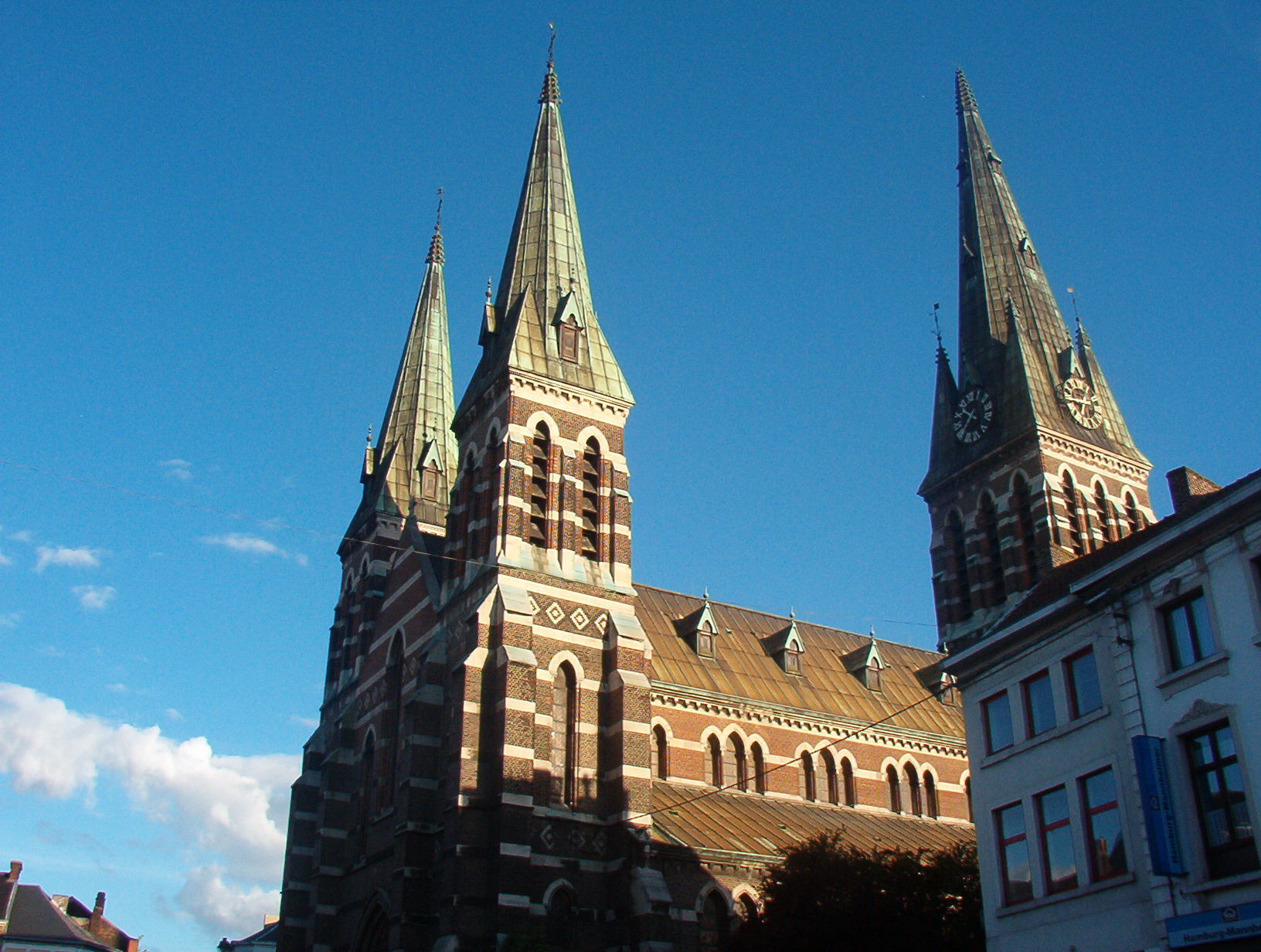
Церковь святых Петра и Павла
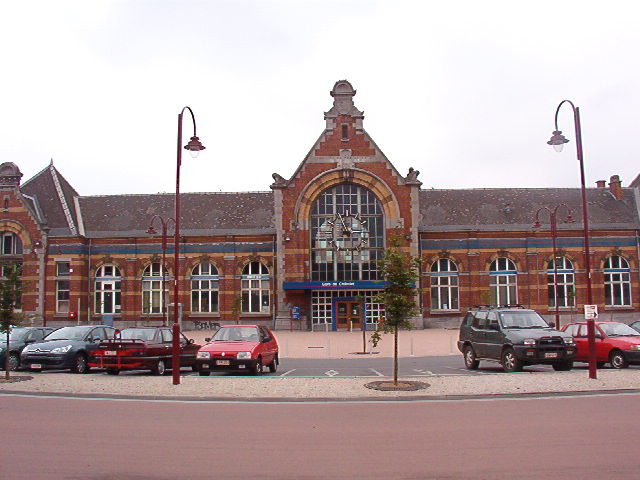
Вокзал Шатлино
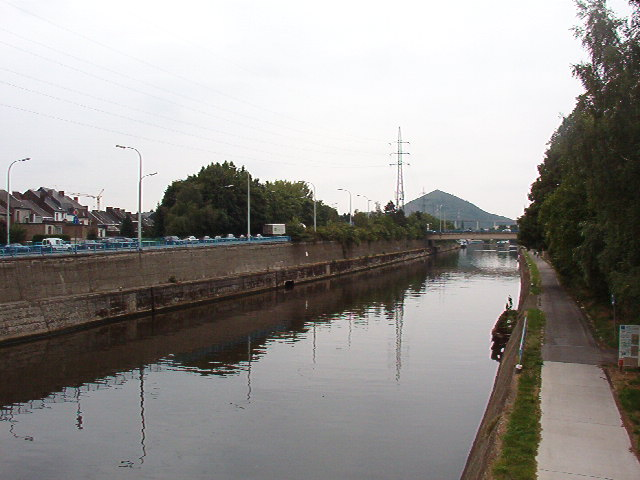
Река Самбр в Шатле и Шатлино
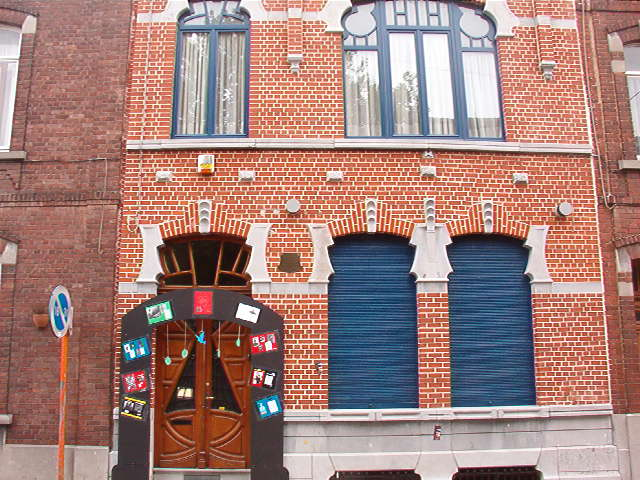
Дом Магрит (La maison Magritte)
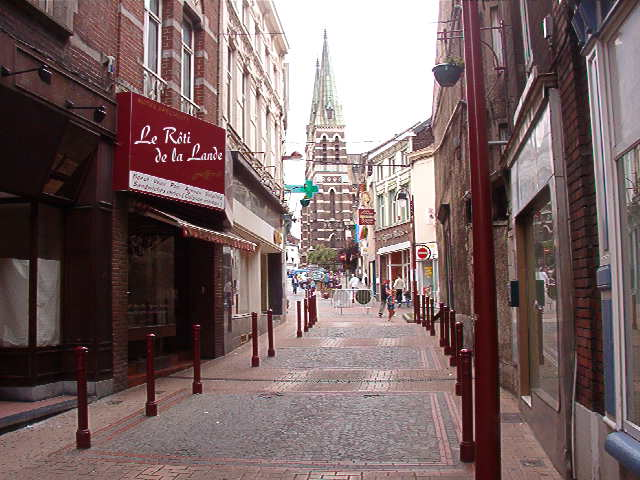
Взгляд на центр города с Новой улицы (Рю-Нёв)
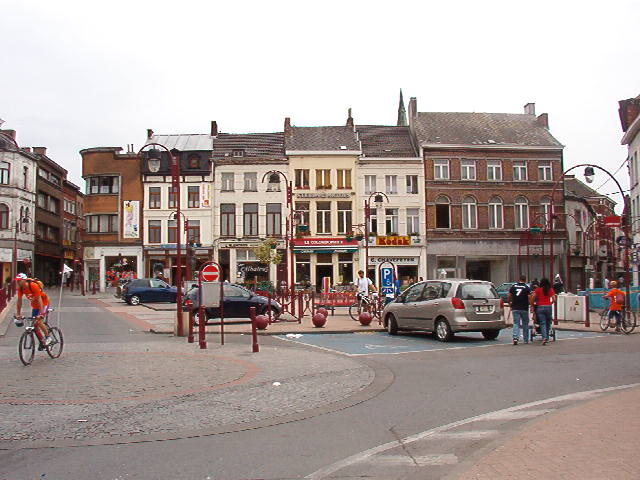
Площадь Марше (рыночная)
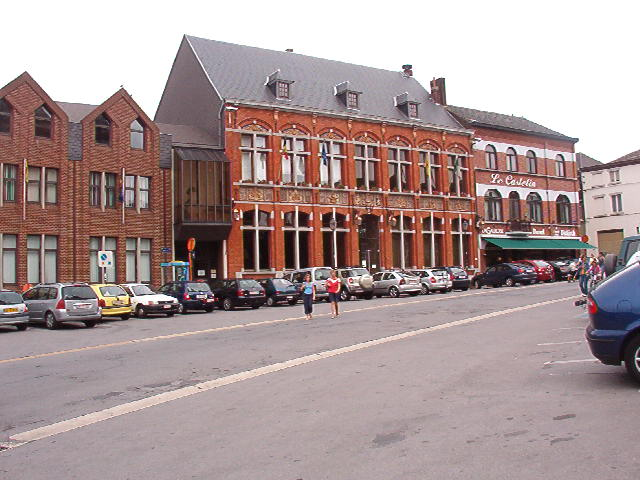
Городской отель